# Miss Continentes Unidos 2018
Miss Continentes Unidos 2018 fue la 13.ª edición del certamen Miss Continentes Unidos, correspondiente al año 2018; la cual se llevó a cabo el 22 de septiembre en el Centro de Convenciones de Guayaquil Simón Bolívar en la ciudad de Guayaquil, Ecuador. Candidatas de 32 países y territorios autónomos compitieron por el título durante 2 semanas. Al final del evento, Tatiana Tsimfer, Miss Continentes Unidos 2017, de Rusia, coronó a Yamil Andrea Sáenz Castillo, de México, como su sucesora. 
El concurso fue transmitido a través del canal de televisión ecuatoriano Gamavisión y a través de otros canales de televisión a nivel mundial.

## Resultados
| Resultado Final              | Candidata |
| ---------------------------- | --- |
| Miss Continentes Unidos 2018 | - México - Yamil Andrea Sáenz Castillo |
| Primera Finalista            | - Dinamarca - Simone Gadegaard Andersen |
| Segunda Finalista            | - Colombia - Ana Catalina Mouthón Porto |
| Tercera Finalista            | - España - Cynthia Ruz López Escobar |
| Cuarta Finalista             | - Sudáfrica - Belinde Bella Schreuder |
| Quinta Finalista             | - Tailandia - Nantapak Kraiha |
| Top 10                       | - India - Gayatri Bharadwaj - Portugal - Luana Pacheco Ramos - República Dominicana - Tania Esmeralda Martínez - Uruguay - Tania Magdalena de los Santos |

## Premios especiales
| Premio                   | Candidata                                          |
| ------------------------ | -------------------------------------------------- |
| Miss Hotel Punta del Mar | - México - Yamil Andrea Sáenz Castillo             |
| Miss Comecsa             | - Brasil - Gleycy Correia da Silva                 |
| Miss Olympikus           | - Uruguay - Tania Magdalena de los Santos          |
| Miss Turismo Continental | - Dinamarca - Simone Gadegaard Andersen            |
| Mejor Traje Típico       | - China - Wenjing Zhang                            |
| Miss Amistad             | - Venezuela - Lolimar de los Ángeles Pérez Pomonti |
| Mejor Sonrisa            | - Ecuador - Gabriela Alexandra Carrillo Zambrano   |
| Miss Cielo               | - Dinamarca - Simone Gadegaard Andersen            |
| Miss Fotogénica PhotoLab | - Tailandia - Nantapak Kraiha                      |
| Mejor Sonrisa OM Dental  | - Sudáfrica - Belinde Bella Schreuder              |

## Candidatas
32 candidatas fueron confirmadas:
(En la tabla se utiliza su nombre completo, los sobrenombres van entrecomillados y los apellidos utilizados como nombre artístico, entre paréntesis; fuera de ella se utilizan sus nombres «artísticos» o simplificados).
| País/Territorio      | Candidata                            | Edad | Estatura | Residencia           |
| -------------------- | ------------------------------------ | ---- | -------- | -------------------- |
| Argentina            | Ana Sol López Froute                 | 20   | 1.72     | Córdoba              |
| Bolivia              | Valentina Ramallo Gajardo            | 19   | 1.72     | Cercado              |
| Bielorrusia          | Karina Mihailovich Kiseleva          | 21   | 1.77     | Minsk                |
| Brasil               | Gleycy Correia da Silva              | 23   | 1.72     | Macaé                |
| Canadá               | Leily Figueroa                       | 23   | 1.73     | Toronto              |
| Chile                | Carlha Sabina Ahumada Rodríguez      | 23   | 1.70     | Santiago de Chile    |
| China                | Wenjing Zhang                        | 25   | 1.80     | Shanghái             |
| Colombia             | Ana Catalina Mouthón Porto           | 21   | 1.75     | Cartagena de Indias  |
| Dinamarca            | Simone Gadegaard Andersen            | 19   | 1.74     | Aarhus               |
| Ecuador              | Gabriela Alexandra Carrillo Zambrano | 24   | 1.80     | Guayaquil            |
| España               | Cynthia Ruz López Escobar            | 23   | 1.80     | Sevilla              |
| Estados Unidos       | Jessica Jewel VanGaalen              | 27   | 1.75     | Mesa                 |
| Filipinas            | Sarah Jireh Cruz Asido               | 26   | 1.73     | Iloilo               |
| Francia              | Manon Angelique Catherine Perrein    | 21   | 1.72     | Charleville-Mézières |
| Honduras             | Fanny Jazmín Osorto Colindres        | 19   | 1.72     | Olanchito            |
| India                | Gayatri Bharadwaj                    | 23   | 1.70     | Nueva Delhi          |
| Japón                | Haruka Komagata                      | 25   | 1.73     | Niigata              |
| México               | Yamil Andrea Sáenz Castillo          | 21   | 1.78     | Cuauhtémoc           |
| Myanmar              | Eaint Thet Hmue                      | 22   | 1.71     | Minbu                |
| Nicaragua            | Sarahí Marisol Fuentes Rivera        | 21   | 1.70     | Estelí               |
| Panamá               | Zunilda Isamar del Valle Welch       | 25   | 1.75     | Colón                |
| Paraguay             | Vanessa Alexandra Ramírez Cabrera    | 23   | 1.74     | Areguá               |
| Perú                 | Amelia Patricia Seminario Valdiviezo | 23   | 1.74     | Piura                |
| Portugal             | Luana Pacheco Ramos                  | 19   | 1.82     | Lagoa                |
| Puerto Rico          | Tanisha Gabriela Acevedo Torres      | 19   | 1.71     | Bayamón              |
| República Dominicana | Tania Esmeralda Martínez             | 19   | 1.83     | Pepillo Salcedo      |
| Rusia                | Veronika Rashitovna Terakova         | 22   | 1.71     | Chéjov               |
| Sudáfrica            | Belindé Bella Schreuder              | 21   | 1.77     | Centurion            |
| Tailandia            | Nantapak Kraiha                      | 20   | 1.70     | Buriram              |
| Ucrania              | Yuliya Valentynovna Shcherbak        | 22   | 1.72     | Kiev                 |
| Uruguay              | Tania "Lola" Magdalena de los Santos | 20   | 1.70     | Paysandú             |
| Venezuela            | Lolimar de los Ángeles Pérez Pomonti | 21   | 1.75     | Ciudad Guayana       |

### Candidatas retiradas
- Costa Rica - Selenia de los Ángeles López
- Guatemala - Cecilia Thais López
- Italia - Elisa Paglia
- Reino Unido - Stephanie Balogun

## Sobre los países en Miss Continentes Unidos 2018

### Naciones debutantes
- Bielorrusia
- España

### Naciones que regresan a la competencia
Compitió por última vez en 2014:
- Portugal

Compitió por última vez en 2015:
- Honduras

Compitieron por última vez en 2016:
- Dinamarca
- Puerto Rico

### Naciones que se retiran de la competencia
Costa Rica, Curazao, Guatemala, Guyana, Haití, Jamaica, Noruega y Países Bajos no enviaron una candidata este año.